# فريدريك ديفلين
فريدريك دبليو ديفلين (حوالي 1855 - 1932) كان أول شخص من أصل أيرلندي يقبل الدين البهائي. وُلد في بلفاست تقريبًا عام 1855.

## حياته
المعلومات عن حياته المبكرة قليلة. ومن المعروف أنه حصل على شهادة في الطب من جامعة إدنبرة في اسكتلندا، وخدم بعد ذلك في وظيفة طبية مع الجيش البريطاني أثناء الحملات في جنوب أفريقيا، حيث أُصِيب في عام 1887.
هاجر إلى الولايات المتحدة واستقر في سان فرانسيسكو، حيث ازدهرت حياته المهنية. شغل منصب عضو هيئة التدريس في جامعة كاليفورنيا وكان رئيسًا لأكاديمية كاليفورنيا للعلوم. كما كان نشطًا في الشؤون المدنية، وشغل منصب رئيس الجمعية الجغرافية في كاليفورنيا وجمعية أودوبون للساحل الهادئ.

## الحياة كبهائي
في عام 1901 أصبح ديفلين بهائيًا، وخدم الدين البهائي بقية حياته. كان عضوًا في المجموعة التي رحبت رسميًا بعبد البهاء لدى وصوله إلى سان فرانسيسكو في تشرين الأول 1912، والتي ضمت هيلين جودال وإيلين كوبر والسيد والسيدة دبليو سي رالستون. يظهر اسمه أولاً في قائمة المتلقين للوحة من المعلم التي نُشرت في نجمة الغرب في 19 كانون الثاني 1915. أُعيد إنتاج رواية ديفلين عن هذا اللقاء التاريخي في كتاب ماريون كاربنتر يازدي "الشباب في الطليعة"، الذي يصف مشاركته في الأنشطة البهائية عدة مرات. كما تم ذكر خدماته في كتب أخرى، مثل مذكرات محمود وكتاب "ليروي إيواس - يد قضية الله" بقلم أنيتا إيواس تشابمان، وظهر اسمه عدة مرات في نجم الغرب، ويشار إليه أحيانًا باسم "فريدريك دبليو إيفلين". بالإضافة إلى منصبه المحلي، كان ديفلين عضوًا في مجلس وحدة المعبد، وهو السلف للجمعية الروحية الوطنية. وكان أيضًا صديقًا مقربًا لجون ديفيد بوش، الذي سميت مدرسة بوش البهائية باسمه.
توفي في شهر آب عام 1932 بعد إصابته بالمرض، ودُفن في Cypress Lawn Memorial Park. أعربت الجمعية الروحية للبهائيين في سان فرانسيسكو عن "حزنها العميق وإحساسها بالخسارة الجسيمة"، وأشادت "بالخدمات الدؤوبة والقيادة الملهمة لرئيسها الأول الدكتور فريدريك دبليو ديفلين".

## الروابط الخارجية
- Irish Baha'i على موقع واي باك مشين (نسخة محفوظة September 16, 2011)
- Baha'i community of the United Kingdom